# تاکه‌میکازوچی
تاکه‌میکازوچی (ژاپنی: 建御雷/武甕槌 هپبورن: Takemikazuchi) ایزدی در اسطوره‌شناسی ژاپنی است که به عنوان خدای تندر و شمشیر محسوب می‌شود. او همچنین در مسابقاتی شرکت کرد که به عنوان اولین مسابقه کشتی سومو ثبت شده در تاریخ به‌شمار می‌رود.

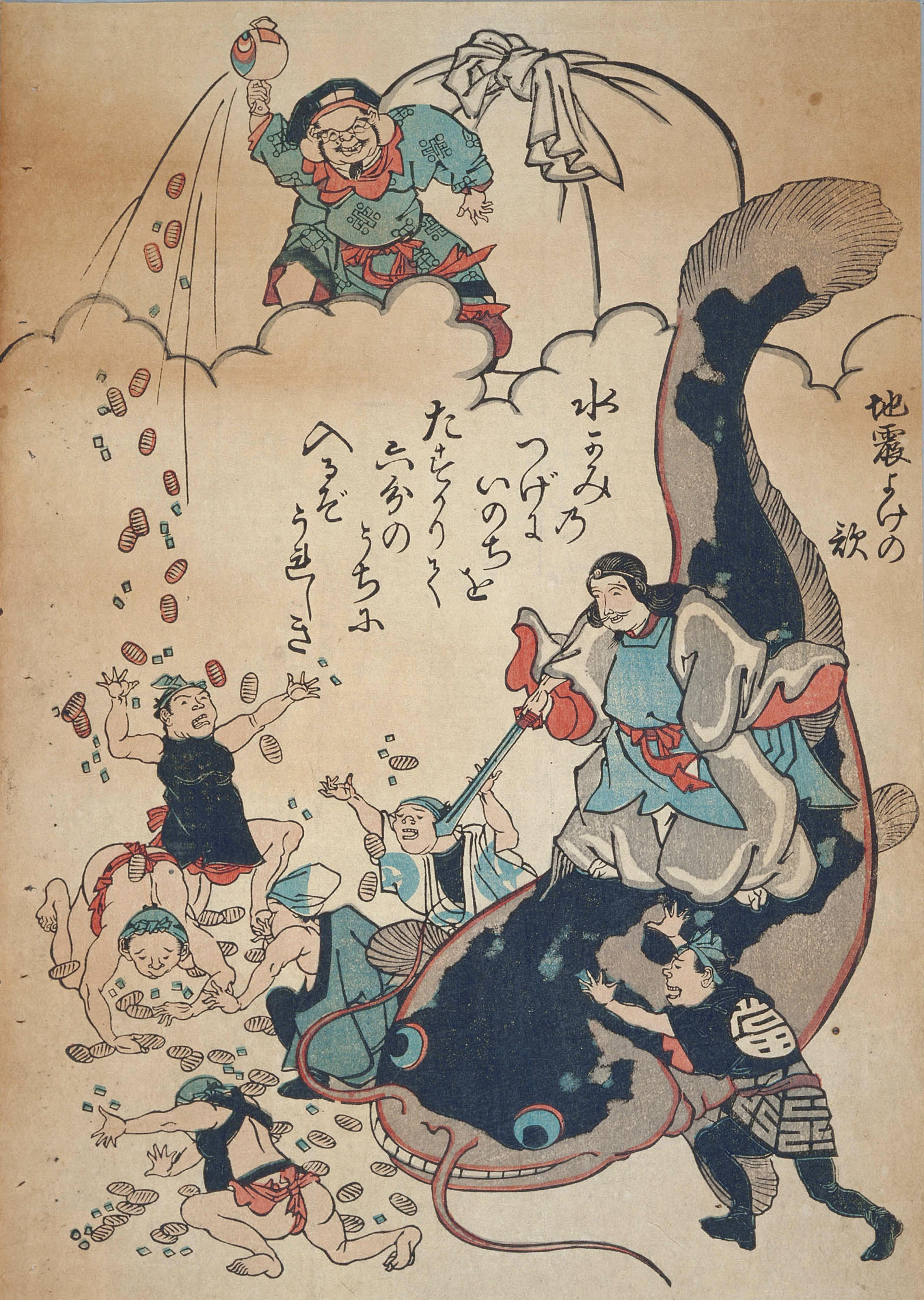
ترانه هشدار زمین‌لرزه (رساله چاپی بلوک چوبی از نامازوئه)، اکتبر ۱۸۵۵. اعتقاد بر این است شخصی که نامازو (گربه‌ماهی افسانه‌ای) را نگه داشته، تاکه‌میکازوچی است.

او همچنین تحت نام کامی کاشیما شناخته می‌شود، خدای اصلی مورد احترام در معبد کاشیما، واقع در کاشیما، ایباراکی (و سایر زیارتگاه‌های تابع کاشیما). در نقاشی‌های نامازوئه، یا گربه‌ماهی دوره ادو، تاکه‌میکازوچی/کاشیما در تلاش برای مغلوب ساختن نامازو، گربه‌ماهی غول‌پیکری که ظاهراً در کانامه-ایشی سکونت می‌کند و باعث زمین‌لرزه‌های آن می‌شود، به تصویر کشیده شده‌است.